# Alberto Ascari
Alberto Antonio Ascari, detto Ciccio (Milano, 13 luglio 1918 – Monza, 26 maggio 1955), è stato un pilota automobilistico e pilota motociclistico italiano, vincitore del titolo di campione del mondo di Formula 1 nel 1952 e nel 1953.
Nella massima serie automobilistica disputò un totale di trentadue Gran Premi, vincendone tredici e salendo per diciassette volte sul podio. Ottenne inoltre quattordici pole position e si schierò per venticinque volte in prima fila. È l'ultimo pilota italiano ad avere vinto il titolo mondiale piloti e ha detenuto per 71 anni il record per la più alta percentuale di vittorie in una stagione: infatti nel 1952 vinse sei delle otto corse in calendario, record battuto solo nel 2023 da Max Verstappen. In quell'anno si aggiudicò l'alloro iridato con il massimo dei punti possibili (cosa che in seguito riuscirà solamente a Jim Clark nel 1963 e nel 1965). Sempre ad Ascari appartiene il record di giri veloci conquistati in gare consecutive: sette, a partire dal Gran Premio del Belgio 1952 per concludersi con il Gran Premio d'Argentina 1953.
Pilota completo, aveva uno stile di guida preciso e rispettoso del mezzo meccanico; era inoltre solito imporre un elevatissimo ritmo gara nelle prime fasi della corsa ed in seguito gestire il vantaggio che aveva accumulato. Seppe distinguersi anche con vetture a ruote coperte. I suoi migliori risultati furono un secondo posto alla Carrera Panamericana del 1951, la vittoria al Rallye del Sestriere sempre nello stesso anno, il successo alla 1000 km del Nürburgring nel 1953 ed infine la vittoria su Lancia D24 alla Mille Miglia del 1954. Prese parte anche alla 24 Ore di Le Mans del 1952 e 1953 guidando una Ferrari e realizzando in entrambe le occasioni il giro più veloce in gara.
(Ascari in un'intervista)

## Biografia
Alberto Ascari era figlio di Elisa ed Antonio Ascari, pilota automobilistico degli anni venti. Aveva anche una sorella, Amedea. Proprio dal padre, ereditò la passione per i motori, di cui si interessò fin dalla tenera età.

Ascari in un momento di relax con gli amici Villoresi (a sinistra nella foto) e Castellotti (a destra) e l'ingegner Vittorio Jano

Nel 1942 si sposò con Maria Antonietta Tavola (più conosciuta come Mietta), presentatagli da Gigi Villoresi a una festa di ballo, e divenne padre di due bambini: Antonio detto Tonino (1943-2008), chiamato così in onore del padre e che inizialmente decise di intraprendere una carriera nel mondo delle corse gareggiando in Formula 3, e Patrizia (1947). Al di fuori dalle corse conduceva una vita tranquilla nella sua casa milanese alternata da brevi vacanze in Riviera ligure. Alberto, nonostante il soprannome di Ciccio, datogli dal padre per il suo aspetto calmo e tranquillo, era particolarmente attento alla forma fisica imponendosi un'alimentazione controllata e una costante attività sportiva, in special modo durante la stagione invernale.
Famoso nel mondo delle corse per la sua forte superstizione, non partecipava mai ad un Gran Premio senza la sua maglia e il suo casco azzurro e stava bene attento ad indossare le scarpe da corsa in un determinato ordine; inoltre non si separava mai da due regali avuti dai figli: una madonnina ed un portachiavi. Sapeva essere così convincente nella sua scaramanzia da avere coinvolto anche Villoresi, il quale prese l'abitudine dell'amico di gareggiare sempre con la stessa maglietta. Proprio a fronte di tutto questo Villoresi rimase profondamente scosso dalla morte di Ascari in virtù del fatto che il giorno dell'incidente era venuto meno a tutte le sue collaudate routine, salendo in macchina in abiti borghesi e senza il suo inseparabile casco azzurro.

## Carriera

### Gli esordi
L'ingresso nel mondo delle corse di Ascari si svolse inizialmente nelle competizioni motociclistiche, in cui esordì il 28 giugno 1936 con una Sertum in una gara di durata: la 24 Ore attraverso l'Alta Italia. Seguì poi la partecipazione alla prima edizione della Milano-Taranto, con partenza da Rogoredo, il 2 maggio 1937. La prima vittoria non si fece attendere ed arrivò il 4 luglio, in un'altra gara di regolarità, il Circuito del Lario. Nel 1937 acquistò una Gilera da 500cc e nel corso dell'anno ottenne otto vittorie di categoria, coronando la stagione col primo posto assoluto alla corsa in salita Biella-Oropa.

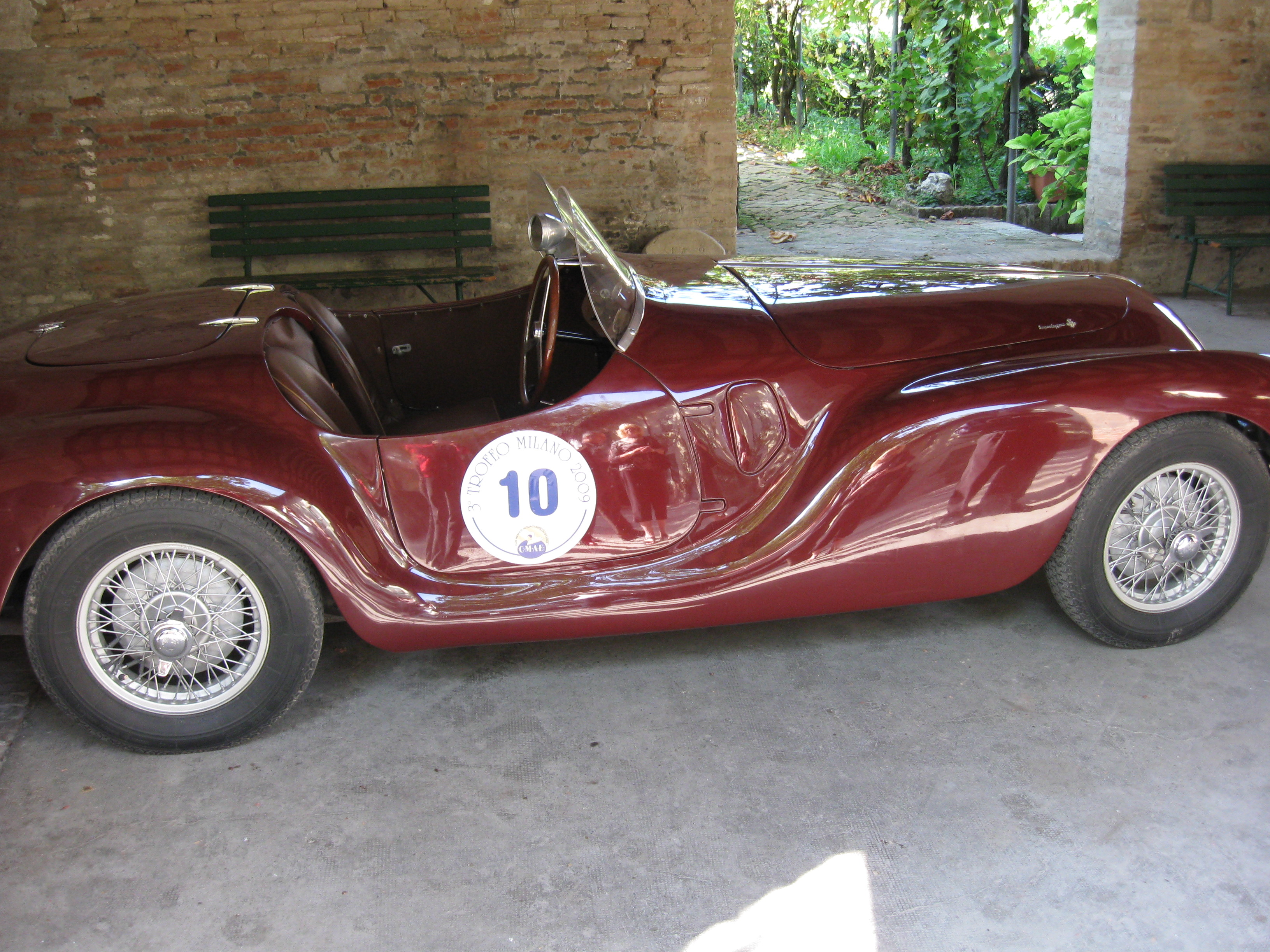
La AAC 815 guidata nel 1940.

I buoni risultati ottenuti, comprensivi di molti piazzamenti di rilievo, attirarono quindi l'attenzione della stampa e delle case ufficiali. Venne quindi contattato dalla Bianchi, in cerca di un pilota per sostituire il partente Serafini, che gli offrì un contratto per il 1938 dietro un compenso di 300 lire mensili e premi aggiuntivi in caso di vittoria, poi prorogato anche per l'anno successivo. Il primo anno lo vide scarsamente impegnato in gare ufficiali, dato che la casa milanese preferì concentrarsi sullo sviluppo della nuova moto. Ciò nonostante, Ascari fu comunque in grado di ottenere due successi in cinque corse a cui prese parte. Conquistò poi un'importante vittoria nel 1939 in una spedizione a Salisburgo.
Nel 1940, nonostante le inevitabili paure dovute alla possibilità di non riuscire a ripetere i risultati del padre, decise di tentare il passaggio alle quattro ruote esordendo alla Mille Miglia alla guida di una Auto Avio Costruzioni 815 fornitagli da Enzo Ferrari, ma anche se al primo giro si trovava al comando, fu poi costretto al ritiro per un guasto meccanico. Nel giro di un breve periodo, con lo scoppio della Seconda guerra mondiale, fu comunque obbligato ad interrompere momentaneamente la propria carriera. Durante il conflitto, la sua officina, situata a Milano, venne adibita alla riparazione dei veicoli militari ed Ascari si dedicò, insieme al suo socio ed amico Luigi Villoresi, al business dei trasporti, rifornendo di benzina l'esercito italiano in Nord Africa. Fu proprio Villoresi, suo mentore nel mondo dell'automobilismo, ad incitarlo a riprendere la carriera nelle corse, che il pilota italiano intendeva abbandonare, procurandogli un contratto con la Maserati.

### Le corse nel dopo-guerra

Ascari a Monza nella vittoria del 1949

Nel 1947 tornò dunque a gareggiare e, in quell'anno, ottenne la sua prima vittoria, al Circuito di Modena, in una gara sospesa per un grave incidente che provocò morti e feriti tra gli spettatori. Quello di Modena fu pure il primo successo per il modello A6 GCS, al debutto in gara. Ritenuto ormai una delle migliori promesse dell'automobilismo italiano, nel 1948 Ascari ottenne la sua prima affermazione con una vettura di Formula 1, al Gran Premio di San Remo, aggiudicandosi la corsa ligure davanti all'amico Villoresi e dopo un acceso duello con Nino Farina. A seguito della tragica scomparsa di Achille Varzi nel Gran Premio di Svizzera, in cui Ascari si piazzò al quinto posto, nel mese di luglio venne contattato dall'Alfa Romeo per partecipare al Gran Premio di Francia sul circuito di Reims; nonostante un ottimo terzo posto finale il pilota decise di continuare la stagione con la Maserati, lasciando così la corsa francese l'unica della carriera disputata per la Casa che rese famoso il padre Antonio. Alcune settimane più tardi fu protagonista di un incidente stradale mentre provava una vettura della casa modenese, uscendone comunque pressoché illeso. Pochi giorni dopo riuscì comunque ad imporsi alla Coppa Acerbo, nonostante la sua partecipazione fosse rimasta in bilico fino all'ultimo e non fosse indicato tra i favoriti per la vittoria finale. L'anno seguente, dopo un successo al Gran Premio di Buenos, fu vittima di un brutto incidente a quello di Rio, in cui riportò una frattura ad una scapola e l'incrinatura di due costole. Quella in Brasile fu l'ultima corsa disputata dal milanese con la Maserati: infatti Ascari aveva firmato un contratto con l'emergente Scuderia Ferrari e alla guida delle vetture di Maranello ottenne la definitiva consacrazione internazionale aggiudicandosi nel corso dell'anno il Gran Premio di Bari, quello di Svizzera, il BRDC International Trophy e soprattutto il Gran Premio d'Italia, emulando così il padre che si era aggiudicato la corsa nel 1924. La stagione motoristica si concluse con la Temporada Argentina, alle quali prese parte la grande maggioranza dei piloti europei, con l'obiettivo dichiarato di sfidare l'idolo di casa Juan Manuel Fangio.
Il 18 dicembre 1949 si disputò il Gran Premio Generale Peron sul circuito di Palermo e Ascari conquistò la vittoria proprio davanti al rivale argentino. Il 9 gennaio 1950 fu la volta del Gran Premio Evita Perón e la prima fila fu identica a quella di dicembre, ma a posizioni invertite con Fangio in pole davanti ad Ascari e Villoresi. Questa volta la corsa del milanese durò pochi giri in quanto in un incidente alla partenza danneggiò il radiatore della sua vettura e fu costretto al ritiro. Il successivo Gran Premio di Mar del Plata vide nuovamente affermarsi il pilota italiano, mentre Fangio e Villoresi furono protagonisti di un brutto incidente: quest'ultimo ruppe infatti lo sterzo e urtò la vettura dell'argentino ad alta velocità provocandone il ribaltamento. L'ultima corsa della Temporada fu il Gran Premio di Rosario nella quale Ascari fu costretto al ritiro per noie al motore.

### Gli anni Cinquanta

#### Il debutto nel Mondiale

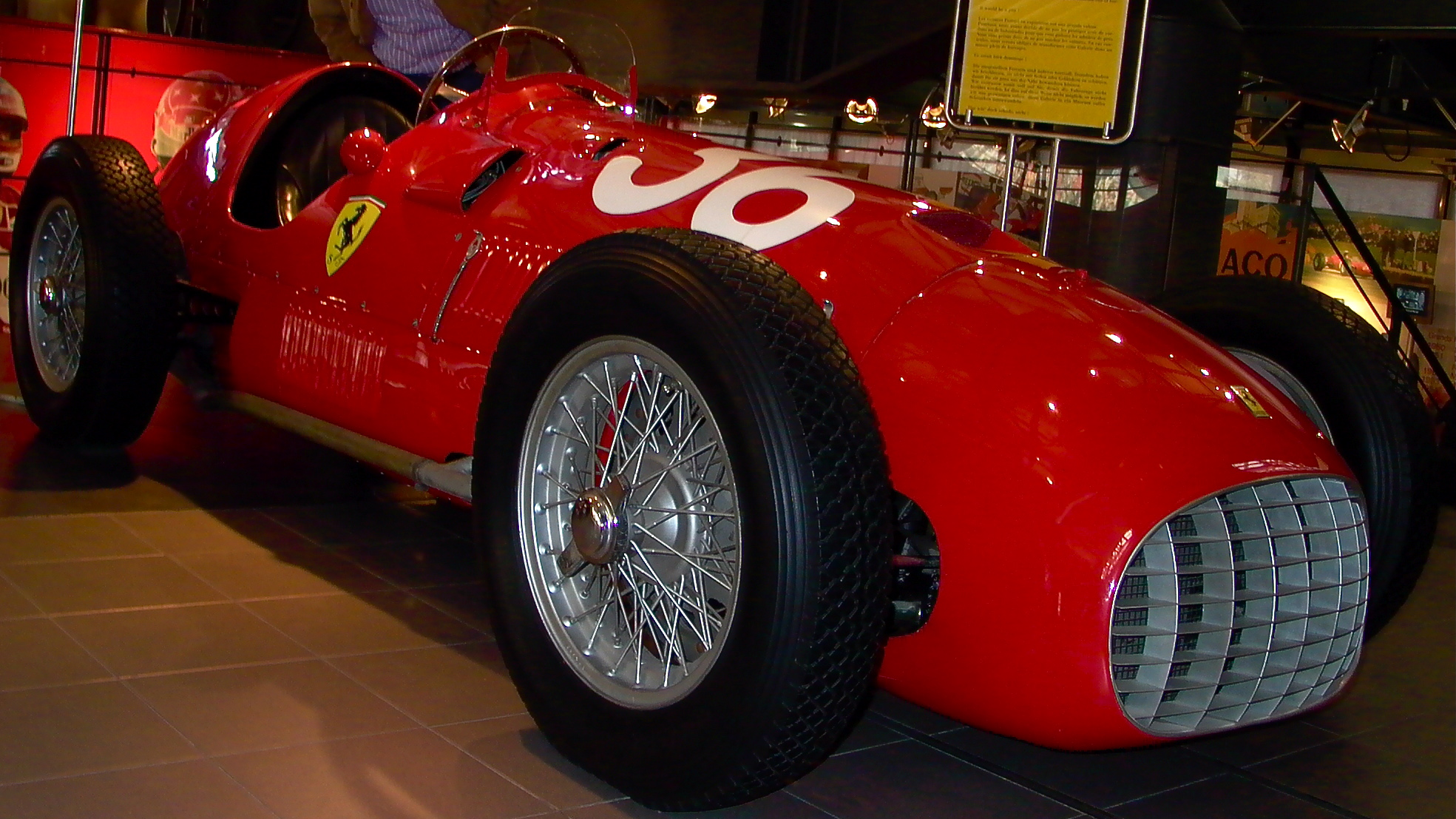
La Ferrari 375 F1, modello con cui corse a Monza

Dopo aver partecipato ad inizio stagione ad alcune corse minori, Ascari tentò nuovamente l'avventura alla Mille Miglia, al volante di una Ferrari 275 S e con copilota Senesio Nicolini. L'equipaggio italiano fu costretto al ritiro per un guasto meccanico poco prima del controllo di Roma, quando si trovava in quarta posizione assoluta.
Il suo debutto nel Campionato mondiale di Formula 1, saltata la prima corsa di Silverstone per il forfait della Ferrari, che preferì concentrarsi su una gara in Belgio di Formula 2, avvenne al Gran Premio di Monaco, concluso dal pilota italiano al secondo posto, alle spalle di Juan Manuel Fangio. Nel successivo appuntamento fu invece costretto al ritiro dopo poche tornate a causa di noie meccaniche, mentre in Belgio si piazzò quinto. Le prestazioni complessive non eccelse indussero la squadra a partecipare, nel successivo appuntamento di Reims, alla gara di Formula 2 che si disputava prima della corsa iridata, vincendola proprio con Ascari. Si giunse così all'ultima corsa della stagione, il Gran Premio d'Italia, che vide il debutto di una nuova vettura: la Ferrari 375 F1. L'auto si dimostrò subito competitiva e Ascari si aggiudicò, in condivisione con Dorino Serafini, il secondo posto nella gara di casa. Al termine della stagione si classificò quinto nel Campionato Mondiale Piloti, con un totale di undici punti conquistati.

#### Il duello con Fangio

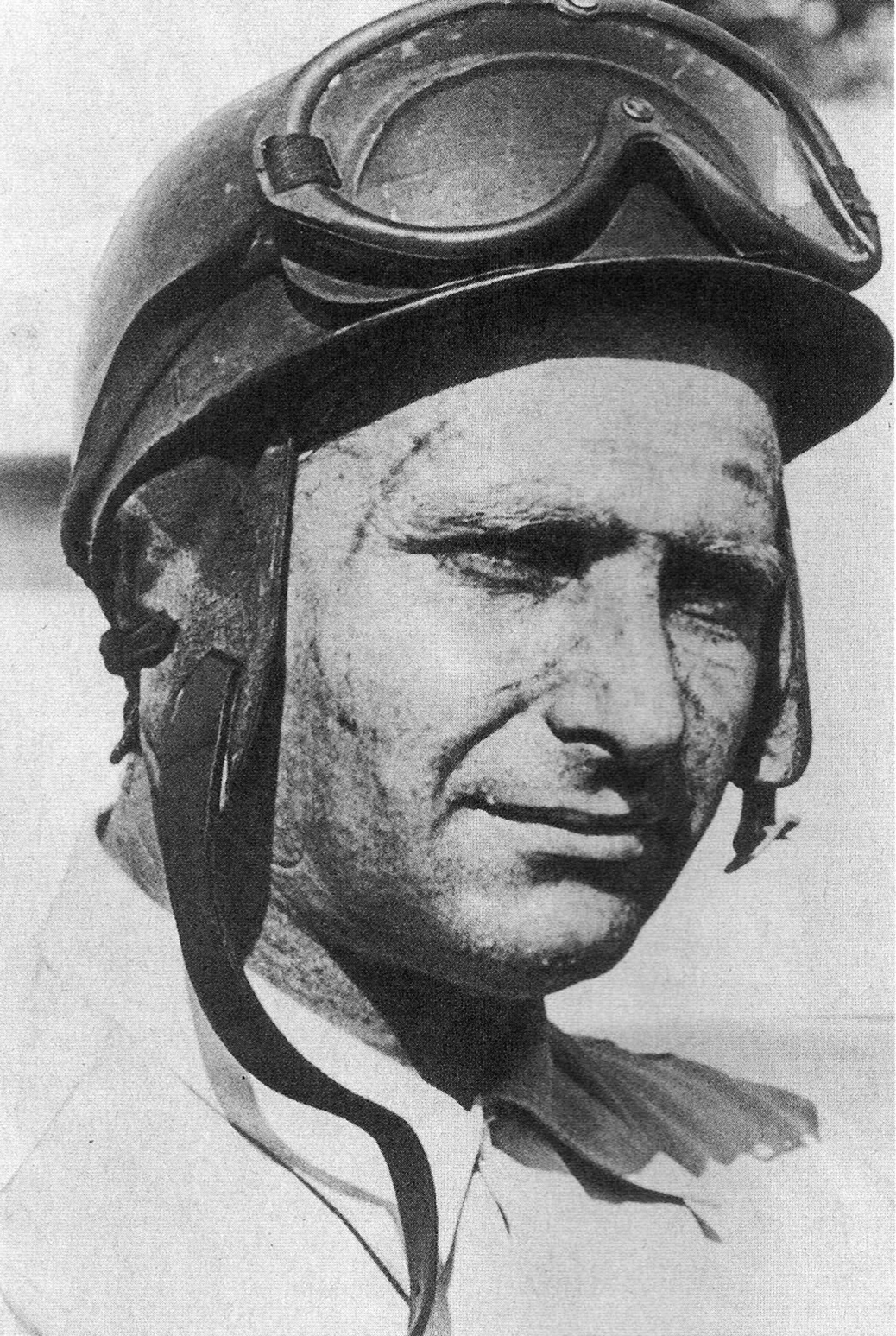
Juan Manuel Fangio, storico rivale

La stagione 1951 cominciò con la partecipazione, in coppia con Villoresi, al Rallye del Sestriere, gara di regolarità  su un percorso di 1800 chilometri attraverso le Alpi piemontesi, disputata con vetture appartenenti alla categoria turismo. Giunti alla prova conclusiva di gimcana ad un solo punto di distacco in classifica dall'equipaggio al comando, riuscirono nel sorpasso per pochi decimi di punto aggiudicandosi così la corsa. Nel mese di aprile partecipò alla Mille Miglia, con copilota Senesio Nicolini, al volante di una Ferrari 340 America. La corsa fu, però, funestata da un grave incidente: partito nella notte, Ascari uscì di strada colpendo mortalmente uno spettatore dopo essere stato abbagliato dai fari di un'auto del pubblico. Accusato di omicidio colposo, in seguito venne assolto con formula piena.

Ascari su Ferrari 500

Il successivo ritorno alle ruote scoperte non cominciò sotto i migliori auspici: in una gara di Formula 2 svoltasi a Genova, una settimana prima del Gran Premio di Svizzera, Ascari si trovava al comando quando il motore cedette di schianto e la vettura si incendiò. Il pilota riuscì a fermarsi e fuggire dal mezzo, ma subì delle ustioni non gravi a braccia e gambe che ne misero in dubbio la partecipazione alla prima gara del mondiale. Nonostante ciò, si presentò comunque a Berna, ma prese il via del Gran Premio in non perfette condizioni fisiche e su una vettura meno aggiornata rispetto a quelle di Villoresi e Piero Taruffi, concludendo la corsa al sesto posto e fuori dalla zona punti. Il secondo appuntamento, in Belgio, si rivelò decisamente più fortunato: Ascari conquistò infatti il secondo posto alle spalle di Giuseppe Farina e davanti al compagno di squadra Villoresi, recuperando cinque punti a Juan Manuel Fangio, finito lontano dai primi a causa di un problema durante il cambio degli pneumatici. Saltata da tutti i team europei la gara di Indianapolis, la quarta prova della stagione si disputò sul velocissimo circuito di Reims e vide ancora una volta Ascari e Fangio protagonisti: entrambi costretti al ritiro per un guasto sulla loro vettura conclusero la corsa rispettivamente al secondo e primo posto utilizzando le monoposto di González e Luigi Fagioli. Dopo un ritiro a Silverstone, in cui comunque era riuscito a qualificarsi a ridosso delle Alfa, il pilota italiano sembrò ritrovarsi fuori dalla lotta per il titolo mondiale, in quanto Fangio, giunto secondo, aveva più del doppio dei suoi punti: ventuno contro nove. Si arrivò dunque al Gran Premio di Germania, sul circuito del Nürburgring, dove il pilota italiano aveva trionfato nel 1950 in una gara di Formula 2.

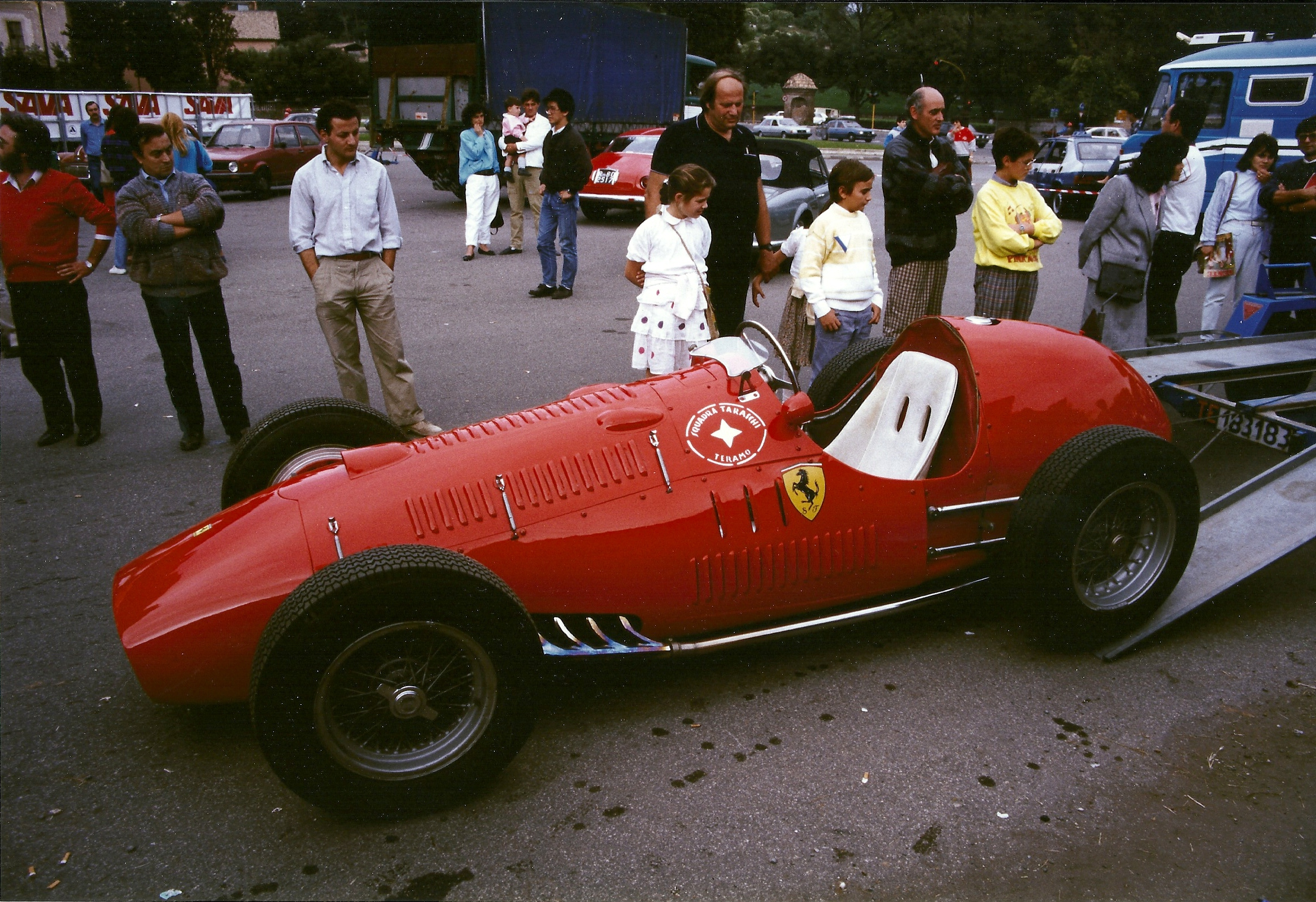
Ferrari 500 esibita al pubblico a Roma nel 1986

Sul tracciato tedesco, che aveva una conformazione favorevole alle caratteristiche delle Ferrari, Ascari riconfermò le buone prestazioni dell'anno precedente, siglando la sua prima pole position ed ottenendo la prima vittoria in una corsa valida per il mondiale davanti all'argentino, autore del giro più veloce. La penultima prova della stagione si disputò a Monza: per riaprire le sorti del titolo piloti era necessario che Ascari si imponesse e che il suo rivale non andasse a punti e fu ciò che accadde, con la Ferrari del milanese che conquistò la vittoria e Fangio appiedato da un guasto al motore; l'italiano si portava pertanto a due punti di distacco dalla testa del mondiale. Decisivo risultò l'ultimo appuntamento iridato in Spagna sul Circuito di Pedralbes. Il fine settimana cominciò bene con la conquista della pole position, ma i problemi sarebbero arrivati durante la gara: una scelta infelice da parte dei tecnici sul tipo di gomme da adottare lo costrinse a ben quattro soste ai box, che gli impedirono di giocarsi il titolo mondiale. A fine novembre Ascari concluse la stagione partecipando in coppia con Villoresi alla trasferta Ferrari in Messico per la Carrera Panamericana riservata alle vetture sport. Nonostante un avvio difficoltoso a causa di un'eccessiva usura degli pneumatici inizialmente adottati, l'equipaggio italiano riuscì a risalire fino alla seconda posizione assoluta, alle spalle dei compagni di squadra Taruffi-Chinetti.

#### Il primo titolo Mondiale

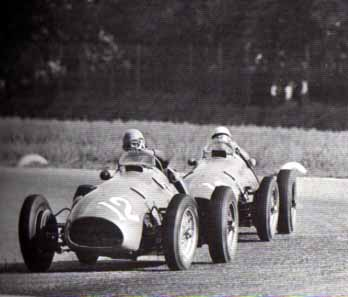
Ascari e Villoresi nel GP d'Italia 1952

La stagione 1952 incominciò con un importante riconoscimento: Ascari venne infatti premiato dal gruppo milanese giornalisti sportivi come migliore atleta italiano del 1951. Anche a livello agonistico, agevolato dal ritiro dalle competizioni da parte dell'Alfa Romeo e dall'assenza di Fangio, campione in carica, infortunatosi gravemente nel Gran Premio dell'Autodromo a Monza in una gara extra-campionato, l'annata fu per lui trionfale. Il pilota italiano, dopo aver saltato la prima prova del mondiale in Svizzera per preparare la trasferta ad Indianapolis, conclusasi con un ritiro a causa del cedimento di una ruota, conquistò sei successi consecutivi nelle ultime sei corse in programma, aggiudicandosi così il titolo iridato piloti. Con la vittoria al Gran Premio di Germania, la sua terza consecutiva sul tracciato tedesco, ottenne poi il titolo di Maestro del Nürburgring. Aveva ottenuto 5 pole position, 6 giri veloci e 6 vittorie.
Ascari partecipò con Villoresi anche alla 24 Ore di Le Mans, ma si ritirò per un guasto. Fece comunque il giro più veloce in gara.

#### La doppietta iridata
Il 1953 vide il riproporsi del duello del 1951, con Fangio completamente rimessosi dal grave incidente di Monza. Il primo Gran Premio dell'anno si disputò proprio a casa del rivale, in Argentina, ed Ascari si dimostrò subito in ottima forma: il pilota italiano, partito dalla pole, segnò il giro più veloce in gara e vinse la corsa dopo essere stato al comando dal primo all'ultimo giro e aver doppiato tutti gli altri concorrenti. Fangio, d'altro canto, si ritirò per un guasto al propulsore tra la delusione del pubblico di casa.
Saltata da tutti i team europei la gara di Indianapolis, si giunse alla terza prova del mondiale, sul circuito di Zandvoort, in cui Ascari vinse ancora dominando la corsa dopo essere partito dalla pole, col solo Farina in grado di tenere il suo passo. L'argentino fu nuovamente costretto al ritiro, questa volta per un cedimento del semiasse posteriore. Due settimane più tardi si disputò il Gran Premio del Belgio, sul circuito di Spa. Fangio realizzò il miglior tempo nelle prove e condusse la gara insieme al compagno di squadra González fino al cedimento dei rispettivi propulsori, lasciando via libera al terzo successo consecutivo per Ascari. Da segnalare che l'argentino, dopo il ritiro saliva sull'auto del compagno di squadra Claes rendendosi protagonista di una lunga rimonta, dal nono fino al terzo posto, conclusasi però con un terribile incidente all'ultimo giro che lo vedeva sbalzato dalla vettura, fortunatamente senza gravi conseguenze.

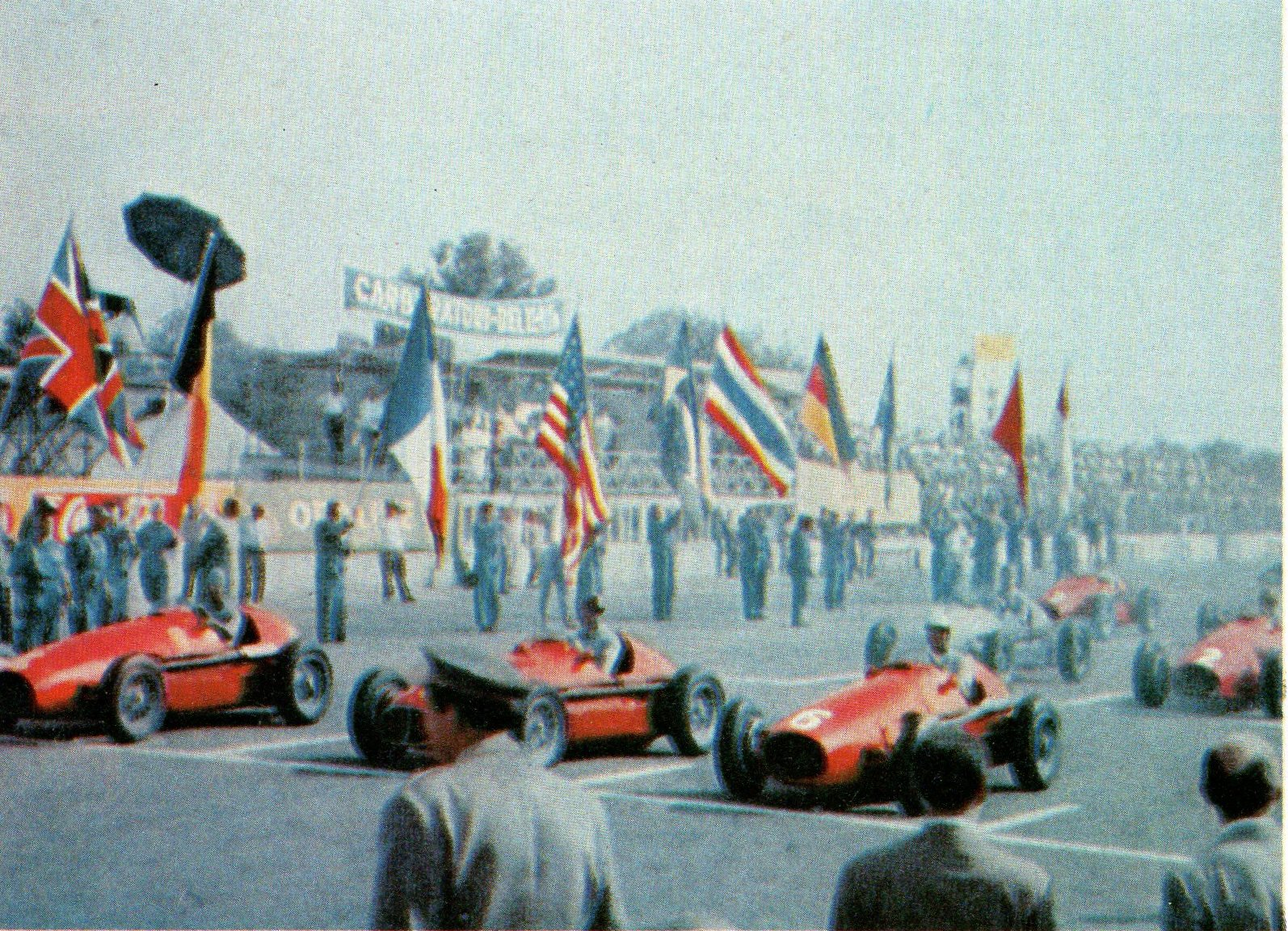
Ascari, a sinistra, in pole position alla partenza del Gran Premio d'Italia 1953

In Francia, poi, Ascari partì ancora una volta dalla pole position, dopo una qualifica combattuta a colpi di record sul giro coi piloti Maserati, ma concluse la corsa, che venne vinta da Hawthorn dopo un lungo duello con Fangio, al quarto posto. Dopo aver ottenuto al Gran Premio di Gran Bretagna la sua quarta vittoria stagionale, il pilota italiano, che al Nürburgring vinceva consecutivamente dal 1950, riuscì nuovamente a prendere il via dalla prima posizione. In gara, però, mentre si trovava nettamente al comando, dalla Ferrari si staccò la ruota anteriore destra. Ritornò faticosamente ai box e, salito sulla vettura di Villoresi, tentò la rimonta, abbassando per tre volte consecutivamente il record sul giro (scendendo di oltre tre secondi sul tempo realizzato in prova) prima di ritirarsi definitivamente per la rottura del propulsore. La vittoria andò al compagno di squadra Giuseppe Farina, con Fangio ancora secondo.
Tre settimane più tardi, in Svizzera, tornò a vincere e, nonostante fosse stato costretto ad una imprevista sosta ai box per la sostituzione delle candele al 55º giro che lo fece scalare in terza posizione, sorpassò prima Mike Hawthorn e successivamente Farina, conquistando con una gara di anticipo il suo secondo titolo mondiale. Farina, però, non vide di buon occhio la vittoria di Ascari, in quanto vi era una regola non scritta all'interno della scuderia che prevedeva il congelamento delle posizioni passati i due terzi di gara. Il diverbio si risolse comunque al successivo appuntamento motoristico: la 1000 km del Nürburgring per vetture sport. I due si aggiudicarono infatti la corsa tedesca alternandosi alla guida di una Ferrari 375 MM. L'ultima prova valida per l'assegnazione del Campionato mondiale Piloti, sul circuito di casa, ebbe un epilogo diverso da quello sperato dalle migliaia di tifosi giunti a Monza: al penultimo giro l'italiano, mentre era al comando, sbandò alla curva di Porfido, forse a causa di un doppiato, lasciando via libera all'unico successo stagionale del rivale storico Fangio.
La stagione diede comunque ottimi risultati con sei pole position, quattro giri veloci in gara e cinque successi, ma si concluse in modo inaspettato: il pilota milanese infatti, dopo quattro stagioni in Ferrari ricche di successi annunciò l'abbandono della casa modenese, corteggiato sia dalla nuova Scuderia Lancia sia dalla tedesca Mercedes, che aveva intenzione di ritornare alle competizioni con una vettura da Gran Premio. Le motivazioni che portarono alla separazione con il team di Maranello erano legate principalmente a ragioni economiche. La casa torinese aveva infatti offerto ad Ascari un contratto particolarmente sostanzioso e quest'ultimo si recò diverse volte da Enzo Ferrari per poter discutere di un eventuale ritocco al proprio ingaggio, ma il contenuto dei colloqui tra i due non venne mai reso noto.
Il pilota, durante la stagione, partecipò poi nuovamente alla 24 Ore di Le Mans, sempre in coppia con Luigi Villoresi. Tuttavia, come l'anno precedente e nonostante abbia fatto segnare il giro più veloce della corsa, fu ancora una volta costretto al ritiro per noie meccaniche.

#### La scommessa Lancia

Ascari impegnato nei primi collaudi della Lancia D50 nel febbraio del 1954

Nel gennaio 1954 Ascari decise di abbracciare il progetto sportivo di Gianni Lancia e firmò un contratto con la scuderia torinese. Il debutto con la nuova marca avvenne a marzo, nella 12 Ore di Sebring; le Lancia si dimostrarono veloci ma fragili e l'italiano fu costretto al ritiro mentre si trovava in seconda posizione. La competizione successiva avrebbe avuto esito completamente diverso: Ascari si presentò al via della Mille Miglia con una Lancia D24 barchetta e conquistò un inatteso successo, il primo per la scuderia torinese. Sempre su una vettura Sport sarebbe poi stato impegnato a Porto con una monoposto con motore da 3800cc, ma si ritirò per un guasto a sei giri dal termine.
Saltati i primi due appuntamenti in Argentina e Belgio, Ascari esordì nel Campionato mondiale di Formula 1 sul circuito di Reims al volante di una Maserati 250F, grazie ad una speciale deroga della Lancia, la cui vettura da Gran Premio non era ancora a punto. La gara fu dominata dalle nuove Mercedes, con il pilota italiano costretto al ritiro sin dal primo giro per la rottura della trasmissione. La settimana successiva Ascari si trovava a Monza assieme all'amico e compagno di squadra Villoresi per testare la Lancia D50, quando fu vittima di un incidente alla curva dopo il sottopasso, la stessa che gli sarebbe stata fatale l'anno successivo: l'auto perse aderenza sulle foglie cadute in pista a causa di un temporale ed uscì sul prato fermando la sua corsa contro una siepe, lasciando fortunatamente il pilota illeso. Nonostante ciò, dopo due settimane si presentò regolarmente in pista per il Gran Premio di Gran Bretagna, prendendovi nuovamente parte al volante di una Maserati. La corsa non fu meno sfortunata della precedente e si concluse con un doppio ritiro: prima sulla propria vettura e poi su quella del compagno Villoresi, in entrambi i casi per guasti meccanici.

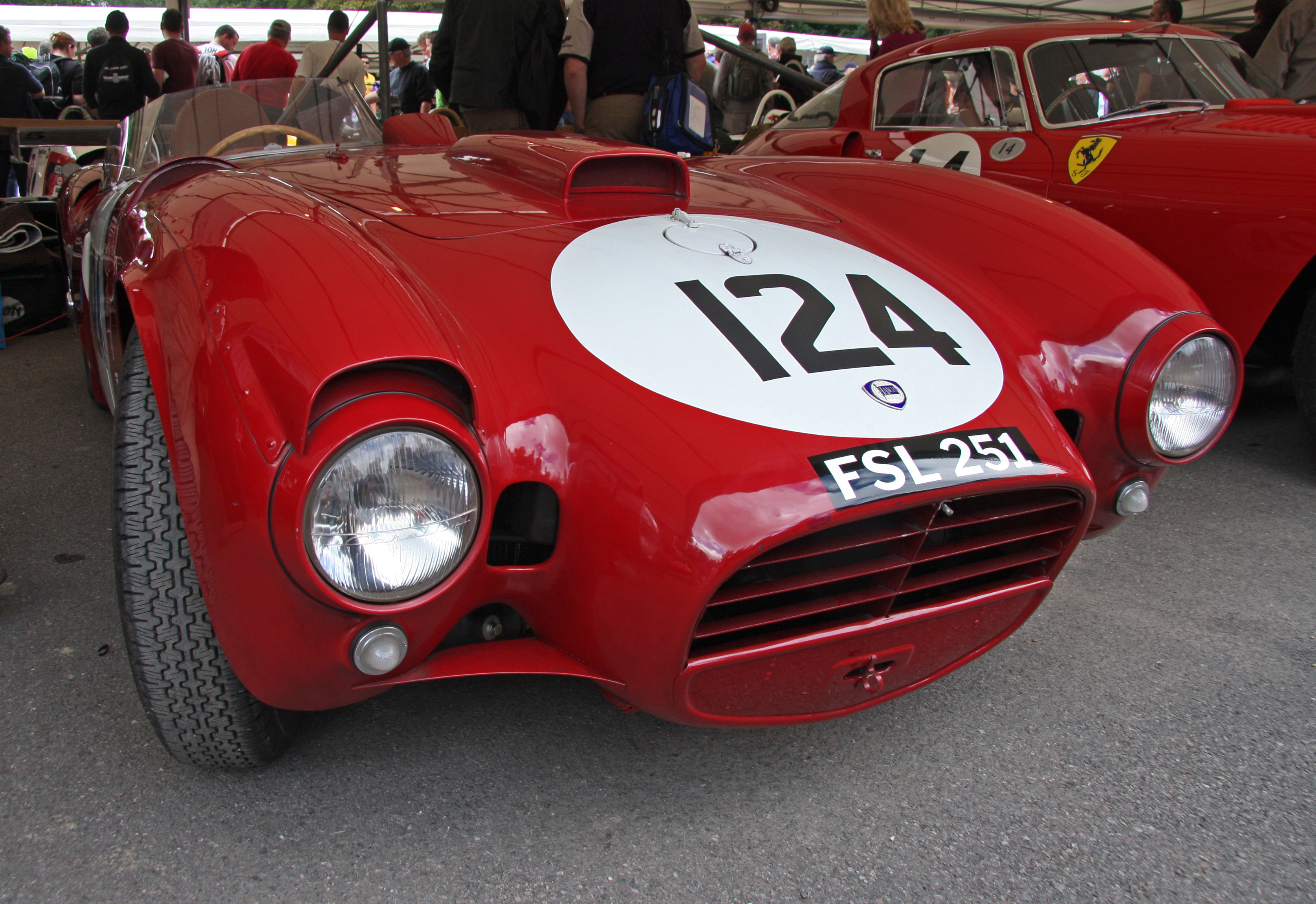
Una Lancia D24, auto con cui trionfò alla Mille Miglia del 1954

Dopo aver saltato la gara in Germania perché la scuderia voleva concentrarsi sulla 1000 km del Nürburgring, che si sarebbe dovuta tenere da lì a due settimane, ma che poi venne annullata per problemi organizzativi, Ascari tornò in pista per il Gran Premio d'Italia. Il pilota milanese era di nuovo al volante di una Ferrari, grazie ad un accordo con la Lancia, e rappresentava la speranza italiana di spezzare il dominio Mercedes. Ascari non deluse le attese facendo segnare il secondo miglior tempo in qualifica a soli due decimi da Fangio. In gara duellò a lungo con l'argentino e l'inglese Stirling Moss, alternandosi al comando della corsa fino al 49º giro, quando fu costretto al ritiro per la rottura del propulsore. Il week-end successivo era in programma a Belfast il Tourist Trophy, tuttavia il fine settimana si rivelò pieno di imprevisti: nell'albergo in cui soggiornava scoppiò per ben due volte un incendio, mentre in gara corse un gravissimo rischio quando un guasto all'albero motore danneggiò il fondo della vettura costringendolo all'ennesimo ritiro. Nelle settimane successive, Ascari si concentrò con la squadra sulla messa a punto della vettura e ai primi di ottobre fece segnare in una sessione di test il nuovo record della pista di Monza sulla sua Lancia D50. I vertici della scuderia decisero così di prendere parte all'ultima prova del mondiale a Barcellona. La nuova macchina era sicuramente veloce ed Ascari fece segnare il miglior tempo in tutte le sessioni di prova conquistando così la sua quattordicesima pole position in carriera a più di un anno dall'ultima, nel Gran Premio d'Italia 1953. In gara fu, però, costretto al ritiro dopo appena dieci giri a causa di un guasto alla frizione, ma riuscì comunque a realizzare il giro più veloce, il dodicesimo in una corsa iridata.

#### Il volo di Monte Carlo

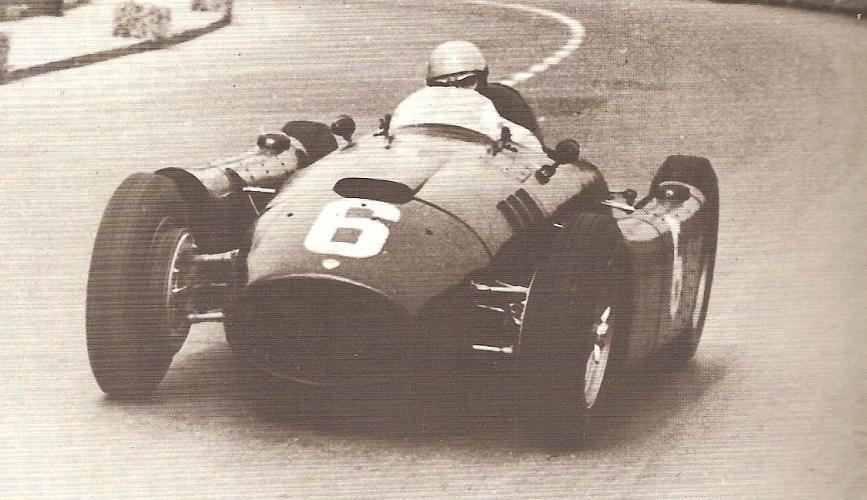
Alberto Ascari alla guida della sua Lancia D50 durante il Gran Premio del Valentino

La stagione 1955 sembrava poter nuovamente proporre l'eterno duello Fangio-Ascari, in quanto le Lancia parevano finalmente a punto e infatti l'italiano, dopo essersi ritirato all'esordio mondiale in Argentina in seguito ad un'uscita di pista causata da una macchia d'olio, conquistò due vittorie in corse extra-campionato: la prima al Gran Premio del Valentino a Torino e la seconda al Gran Premio di Napoli. Si arrivò così a Monte Carlo. In qualifica Fangio ed Ascari fecero segnare lo stesso tempo, ma la pole andò al pilota argentino che per primo aveva marcato la miglior prestazione. La gara si sarebbe rivelata drammatica, con le Mercedes W196 che presero il largo fin dalla partenza. Le auto tedesche, forse a causa dell'elevato ritmo imposto dai piloti, si dimostrarono fragili: prima Fangio si ritirò per un problema alla trasmissione, poi Moss si fermò ai box col motore in fumo. Si pensa che sia stata proprio la rottura del motore di quest'ultimo a provocare il terribile volo di Ascari nelle acque del porto. Dalla testimonianza diretta del pilota egli affermò infatti che l'auto sbandò nell'impostazione della chicane all'uscita del tunnel proprio sull'olio lasciato in pista dalla vettura tedesca, uscendo di pista e inabissandosi. Fortunatamente Ascari riuscì ad uscire dall'abitacolo e risalire in superficie dove fu soccorso da una lancia di salvataggio. Portato all'ospedale del Principato di Monaco, gli vennero riscontrate solo ferite minori, tra cui la rottura del setto nasale e alcune contusioni.

### L'incidente a Monza e la morte

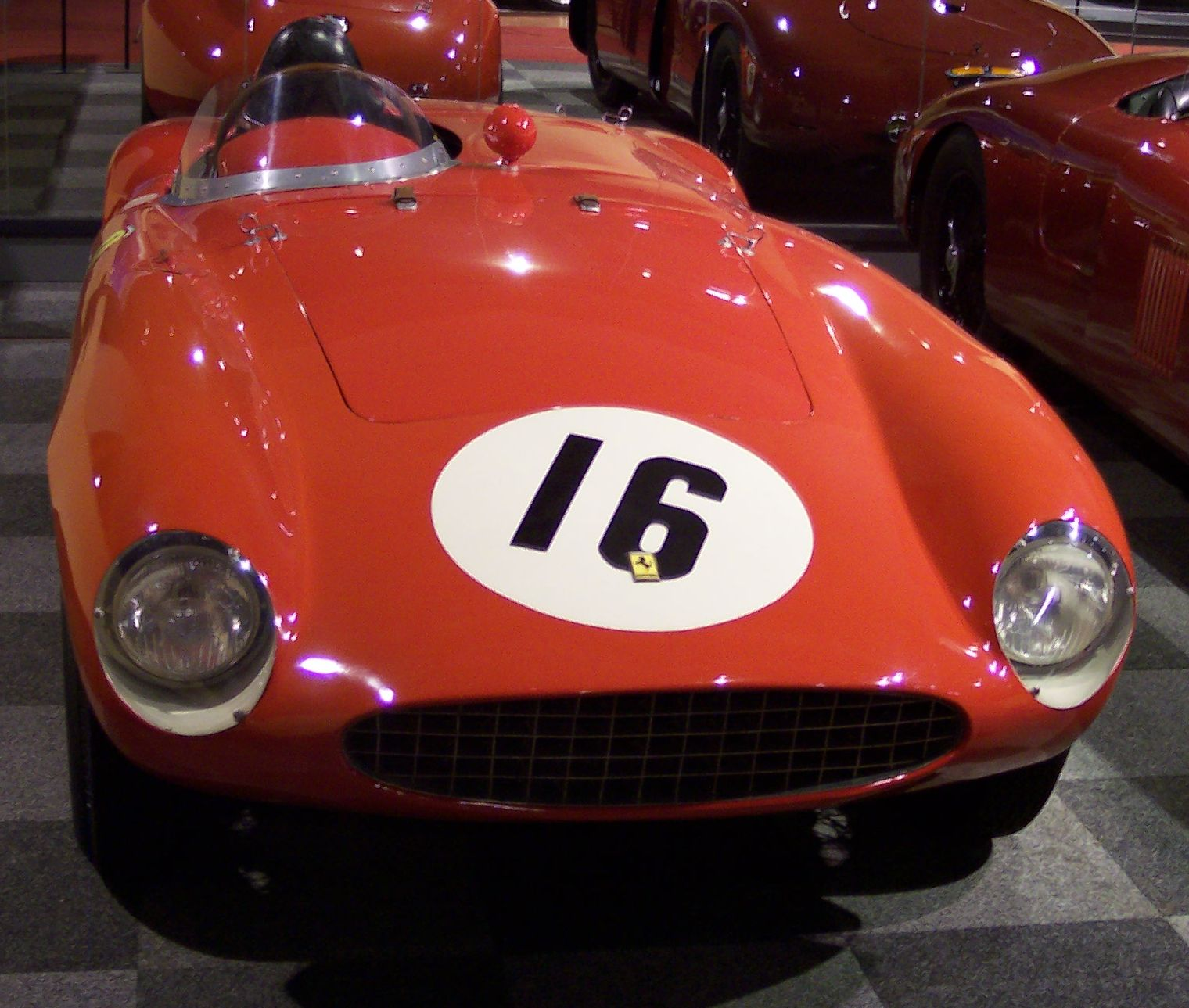
Una Ferrari 750 simile a quella con cui Ascari trovò la morte

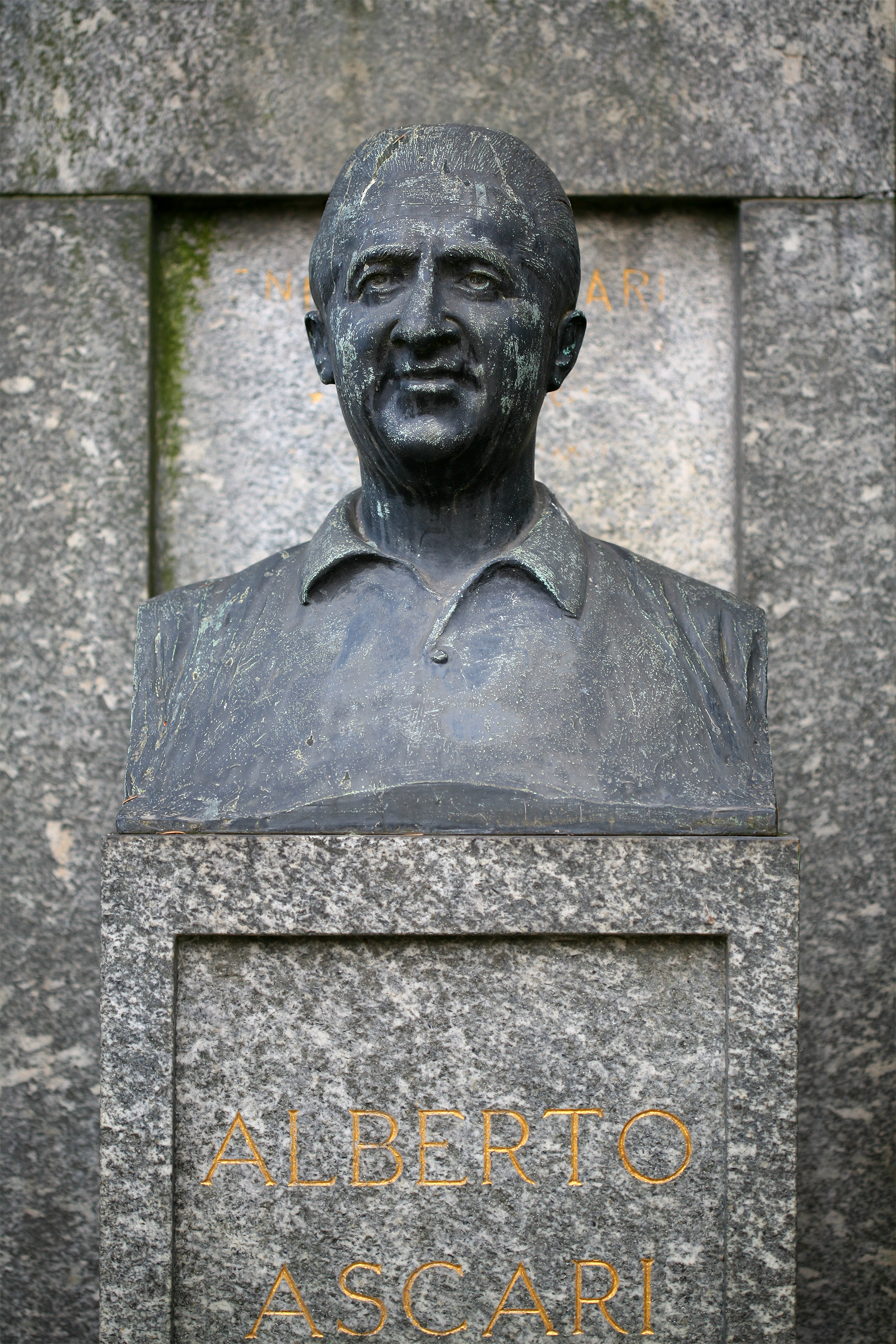
Il busto di Alberto Ascari al Monumentale di Milano nel 2014

Appena quattro giorni dopo l'incidente di Monte Carlo, Ascari si trovava nella sua casa a Milano, quando ricevette una telefonata dagli amici Villoresi ed Eugenio Castellotti che lo invitavano a raggiungerli a Monza, dove stavano provando una Ferrari 750 Sport per il successivo Gran Premio Supercortemaggiore. Si recò quindi all'autodromo; la sessione di prove era terminata, ma prima di andare a pranzare Ascari chiese di fare non più di tre giri di allenamento.
All'ultimo passaggio, nella stessa curva che lo aveva visto uscire di pista nei test con la Lancia D50 l'anno precedente, la macchina sbandò e si capovolse, schiacciando il pilota, che morì sul colpo. Inutile risultò, infatti, il tentativo di rianimazione ed Ascari giunse all'ospedale San Gerardo di Monza ormai privo di vita. Dopo più di mezzo secolo dalla morte le cause che portarono all'incidente rimangono non chiarite.
In un'intervista rilasciata al settimanale Autosprint, il pilota Tino Brambilla dichiarò di aver visto l'incidente, confermando la dinamica appena descritta ed escludendo categoricamente l'ipotesi spesso circolata che l'incidente fosse stato causato da uno spettatore che avrebbe attraversato la pista. Le reazioni di cordoglio furono unanimi e la scomparsa del pilota italiano suscitò una profonda commozione in tutto il mondo dello sport, anche per la tragica analogia con la morte di suo padre Antonio, anch'egli pilota, anch'egli morto in circuito, trent'anni prima, alla stessa età del figlio. Juan Manuel Fangio, suo amico e più grande rivale, si dichiarò colpito «in modo particolarmente penoso».
In seguito alla morte del suo pilota di punta la Lancia annunciò l'addio alle competizioni e cedette tutto il materiale tecnico, vetture e motori, alla Ferrari. L'anno successivo Fangio avrebbe vinto il suo terzo titolo mondiale al volante di una di quelle vetture; secondo l'amico fraterno Villoresi, con Ascari in vita l'argentino non sarebbe mai riuscito a conquistare cinque titoli iridati. Il pilota venne poi inumato nel cimitero monumentale di Milano, insieme al padre, dove giace tuttora. Nel 2016, ignoti ladri hanno trafugato i busti bronzei di entrambi i piloti, posti ai lati del sacello. Quello del padre era stato realizzato dallo scultore Orazio Grossoni, mentre quello del figlio è opera di Michele Vedani.

## Risultati

### Campionato mondiale di Formula 1
| 1950 | Scuderia | Vettura              |  |   |  |     |   |    |   |  |  | Punti | Pos. |
| ---- | -------- | -------------------- |  | - |  | --- | - | -- | - |  |  | ----- | ---- |
| 1950 | Ferrari  | 125 F1 275 F1 375 F1 |  | 2 |  | Rit | 5 | NP | 2 |  |  | 11    | 5º   |

| 1951 | Scuderia | Vettura |   |  |   |   |     |   |   |   |  | Punti   | Pos. |
| ---- | -------- | ------- | - |  | - | - | --- | - | - | - |  | ------- | ---- |
| 1951 | Ferrari  | 375 F1  | 6 |  | 2 | 2 | Rit | 1 | 1 | 4 |  | 25 (28) | 2º   |

| 1952 | Scuderia | Vettura      |  |     |   |   |   |   |   |   |  | Punti     | Pos. |
| ---- | -------- | ------------ |  | --- | - | - | - | - | - | - |  | --------- | ---- |
| 1952 | Ferrari  | 500 375 Indy |  | Rit | 1 | 1 | 1 | 1 | 1 | 1 |  | 36 (53,5) | 1º   |

| 1953 | Scuderia | Vettura    |   |  |   |   |   |   |   |   |     | Punti       | Pos. |
| ---- | -------- | ---------- | - |  | - | - | - | - | - | - | --- | ----------- | ---- |
| 1953 | Ferrari  | 500 553 F1 | 1 |  | 1 | 1 | 4 | 1 | 8 | 1 | Rit | 34,5 (46,5) | 1º   |

| 1954 | Scuderia                | Vettura         |  |  |  |     |     |  |  |     |     | Punti | Pos. |
| ---- | ----------------------- | --------------- |  |  |  | --- | --- |  |  | --- | --- | ----- | ---- |
| 1954 | Maserati Ferrari Lancia | 250F 625 F1 D50 |  |  |  | Rit | Rit |  |  | Rit | Rit | 1,14  | 25º  |

| 1955 | Scuderia | Vettura |     |     |  |  |  |  |  |  |  | Punti | Pos. |
| ---- | -------- | ------- | --- | --- |  |  |  |  |  |  |  | ----- | ---- |
| 1955 | Lancia   | D50     | Rit | Rit |  |  |  |  |  |  |  | 0     |      |

| Legenda | 1º posto     | 2º posto | 3º posto    | A punti         | Senza punti/Non class.  | Grassetto – Pole position Corsivo – Giro più veloce |
| Legenda | Squalificato | Ritirato | Non partito | Non qualificato | Solo prove/Terzo pilota | Grassetto – Pole position Corsivo – Giro più veloce |

Note
- Tra parentesi sono indicati i punti ottenuti prima degli scarti come da regolamento.
- Gran Premio d'Italia 1950: ritirato con una vettura e secondo classificato con altra vettura condivisa con Dorino Serafini (punteggio dimezzato).
- Gran Premio di Francia 1951: ritirato con una vettura e secondo classificato con altra vettura condivisa con José Froilán González (punteggio dimezzato).
- Gran Premio di Germania 1953: ritirato con una vettura e ottavo classificato con altra vettura, entrambe condivise con Gigi Villoresi.
- Gran Premio di Gran Bretagna 1954: giro veloce ad ex aequo con Mike Hawthorn, Onofre Marimon, Juan Manuel Fangio, Stirling Moss e Jean Behra (punteggio ridotto ad un quinto).

### Riepilogo della carriera
| Grandi Prove / Gran Premi                                                                          | 1940 | 1947 | 1948   | 1949 | 1950   | 1951   | 1952 | 1953   | 1954    | 1955 |
| -------------------------------------------------------------------------------------------------- | ---- | ---- | ------ | ---- | ------ | ------ | ---- | ------ | ------- | ---- |
| Gran Premio d'Argentina                                                                            |      |      |        |      |        |        |      | 1°     |         | Rit  |
| Gran Premio del Belgio                                                                             |      |      |        | 3°   | 5°     | 2°     | 1°   | 1°     |         |      |
| Gran Premio di Francia                                                                             |      | Rit  | 3°     |      |        | Rit/2° | 1°   | 4°     | Rit     |      |
| Gran Premio di Germania                                                                            |      |      |        |      |        | 1°     | 1°   | Rit/8° |         |      |
| Gran Premio di Gran Bretagna                                                                       |      |      | 2°     |      |        | Rit    | 1°   | 1°     | Rit/Rit |      |
| Gran Premio d'Italia                                                                               |      | 5°   | 4°     | 1°   | Rit/2° | 1°     | 1°   | Rit    | Rit     |      |
| Gran Premio di Monaco                                                                              |      |      | Rit/5° |      | 2°     |        |      |        |         | Rit  |
| Gran Premio d'Olanda                                                                               |      |      |        |      |        |        | 1°   | 1°     |         |      |
| Gran Premio di Spagna                                                                              |      |      |        |      |        | 4°     |      |        | Rit     |      |
| Gran Premio di Svizzera                                                                            |      |      | 5°     | 1°   | Rit    | 6°     |      | 1°     |         |      |
| 500 Miglia di Indianapolis                                                                         |      |      |        |      |        |        | Rit  |        |         |      |
| Classiche di durata                                                                                | 1940 | 1947 | 1948   | 1949 | 1950   | 1951   | 1952 | 1953   | 1954    | 1955 |
| Carrera Panamericana                                                                               |      |      |        |      |        | 2°     | Rit  |        |         |      |
| Mille Miglia                                                                                       | Rit  |      | Rit    |      | Rit    | Rit    |      |        | 1°      |      |
| 1000 km del Nürburgring                                                                            |      |      |        |      |        |        |      | 1°     |         |      |
| 12 Ore di Sebring                                                                                  |      |      |        |      |        |        |      |        | Rit     |      |
| 24 Ore di Le Mans                                                                                  |      |      |        |      |        |        | Rit  | Rit    |         |      |
| 24 Ore di Spa                                                                                      |      |      |        |      |        |        |      | Rit    |         |      |
| Campionati                                                                                         | 1940 | 1947 | 1948   | 1949 | 1950   | 1951   | 1952 | 1953   | 1954    | 1955 |
| Campionato mondiale di Formula 1                                                                   |      |      |        |      | 5°     | 2°     | 1°   | 1°     | 25°     |      |
| Campionato italiano assoluto di velocità                                                           |      | 5°   | 3°     | 1°   | 3°     | 1°     | 1°   | 1°     |         |      |
| Campionato italiano di Formula 2                                                                   |      |      |        |      | 1°     |        |      |        |         |      |
| Gran Premio di Francia di Formula 2                                                                |      |      |        |      |        |        | 1°   |        |         |      |
| Legenda - Rit: ritirato. SQ: squalificato. Corsivo: giro veloce in gara. Grassetto: pole position. |      |      |        |      |        |        |      |        |         |      |

### Record in Formula 1
| Record                                                                       | Numero/Data                                                                                        |
| ---------------------------------------------------------------------------- | -------------------------------------------------------------------------------------------------- |
| Maggior numero di giri veloci consecutivi                                    | 7 (Belgio 1952–Argentina 1953)                                                                     |
| Più alta percentuale di giri veloci in una stagione                          | 75% (1952, 6/8)                                                                                    |
| Maggior numero di giri in testa consecutivi                                  | 305 (Belgio 1952–Olanda 1952)                                                                      |
| Maggior numero di chilometri in testa consecutivi                            | 2 075 (Belgio 1952–Olanda 1952)                                                                    |
| Maggior numero di hat trick consecutivi                                      | 4 (Germania 1952–Argentina 1953)                                                                   |
| Maggior numero di Grand Chelem in una stagione                               | 3 (1952); a pari merito con Jim Clark (1963 e 1965), Nigel Mansell (1992) e Lewis Hamilton (2017)  |
| Maggior numero di Grand Chelem consecutivi                                   | 2 (Germania 1952–Olanda 1952); a pari merito con Jim Clark (1963 e 1965) e Sebastian Vettel (2013) |
| Più alta percentuale di punti ottenuti rispetto ai possibili in una stagione | 100% (1952, 36/36); a pari merito con Jim Clark (1963 e 1965)                                      |

## Riconoscimenti

Francobollo emesso nel 2005 che ne commemora il cinquantesimo della morte

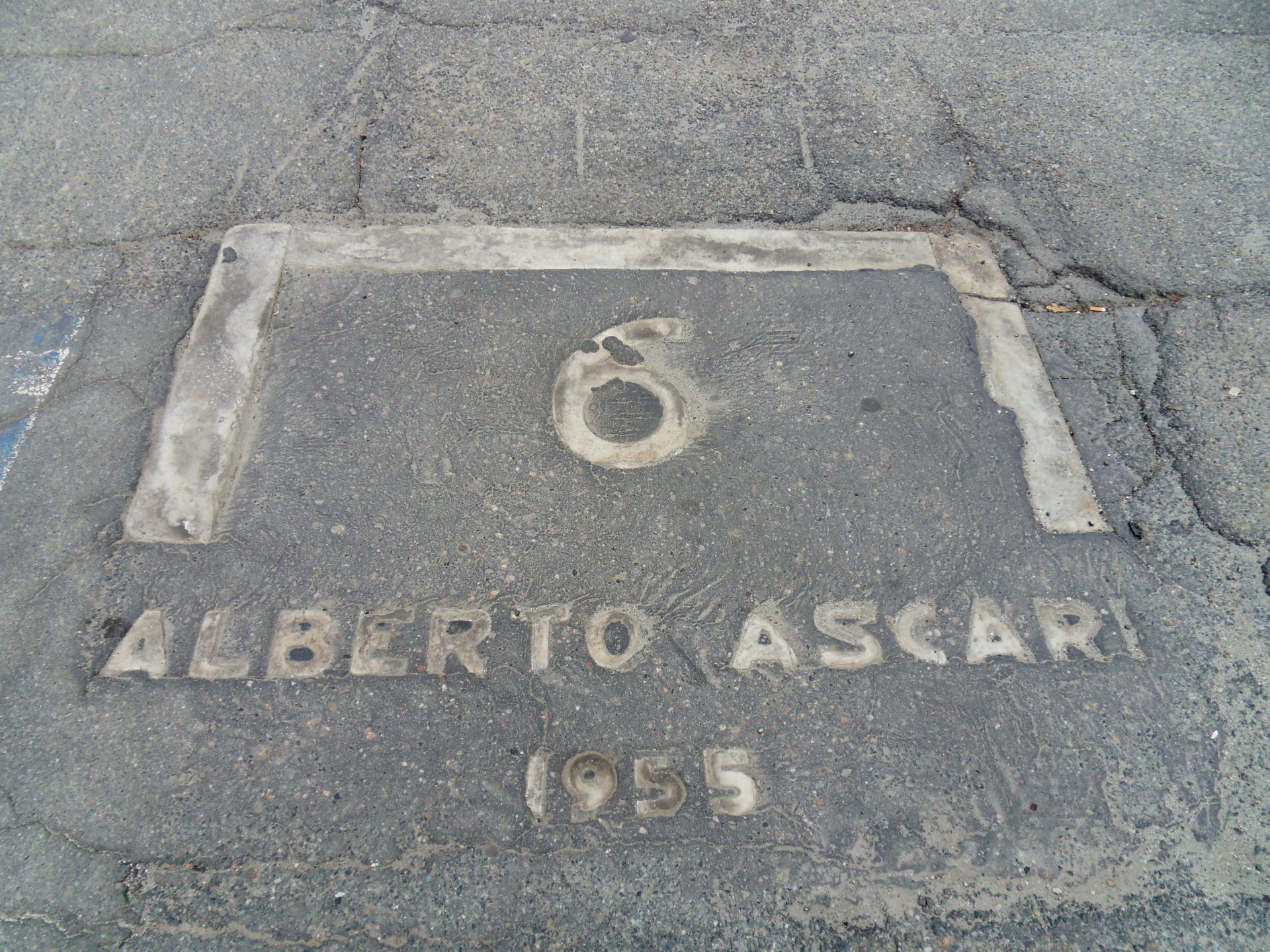
La piazzola nel Parco del Valentino a Torino

Dopo la scomparsa, sono state numerose nel corso degli anni le iniziative promosse in ricordo del pilota italiano. A seguito del tragico incidente la Curva del Vialone dell'Autodromo di Monza, venne rinominata in onore del corridore milanese Curva Ascari e, dopo le modifiche effettuate al tracciato, Variante Ascari. Una Curva Ascari è anche presente sia sul Circuito di Jarama, in Spagna, che su quello di Buenos Aires in Argentina. Sul finire del 1955 venne incisa nel Parco del Valentino, a Torino, una lastra sull'asfalto in ricordo del pilota sebbene la scritta sia stata rovinata dall'incuria e dall'incedere del tempo. Nel 1993 il comune di Milano, sua città natia, gli dedicò una targa; essa è visibile al civico numero 60 di Corso Sempione dove il pilota abitava. Nel 2003 poi il Parco Enzo Ferrari di Modena venne adornato da una serie di busti in bronzo creati dall'artista Alessandro Rasponi e tra questi figurano anche quelli di Ascari e dell'amico Villoresi. Una targa con il nome di Ascari è presente lungo il percorso intitolato Le Leggende dello Sport Italiano - Walk of fame, realizzato nel 2015 all'interno del Foro Italico di Roma per celebrare cento grandi sportivi italiani. Nel 2017 è stato inserito nella FIA Hall of Fame di Parigi.
Anche a livello internazionale non sono mancati i riconoscimenti, infatti nel 1992 venne inserito nella prestigiosa International Motorsports Hall of Fame di Talladega. Per celebrare, poi, i cinquant'anni dalla scomparsa, nel 2005 le Poste italiane decisero di emettere un francobollo commemorativo in onore del pilota. Disegnato da Antonio Ciaburro, ritraeva Ascari in primo piano, con al fianco una vettura dell'epoca idealmente guidata dal corridore italiano e sullo sfondo il pubblico festante; le Poste sammarinesi gli dedicarono, invece, un francobollo all'interno di una serie di 6 valori raffiguranti 5 campioni del mondo della Ferrari. Il comune di Roma gli intitolò, nel quartiere dell'EUR, una via che corre vicina a quella in onore di un'altra icona dell'automobilismo, Tazio Nuvolari, unendo così simbolicamente i due piloti italiani più vincenti del '900. Anche nella città di Sabaudia gli è dedicata una via, in una zona dove si trovano strade dedicate ai volti più importanti della Ferrari.